# Wohn- und Wirtschaftsgebäude Barjenbruch 1
Das Wohn- und Wirtschaftsgebäude Barjenbruch 1 in Winkelsett, Samtgemeinde Harpstedt, stammt von 1826.
Das Gebäude steht unter Denkmalschutz (Siehe auch Liste der Baudenkmale in Winkelsett).

## Geschichte
Das große eingeschossige Wohn- und Wirtschaftsgebäude von 1826 als Vierständerhallenhaus in Fachwerk mit Steinausfachungen, mit Satteldach, Uhlenloch, Pferdeköpfen und Inschrift am Giebelbalken und über der Grooten Door (Namen, Jahreszahl), hat eine markantes quadratisches Fachwerk im Giebeldreieck. Der hintere Wohngiebel wurde später in Backstein erneuert.
Ein weiteres, nicht denkmalgeschütztes zweigeschossiges Wohngebäude, wird durch ein Zwischenbauwerk verbunden. Zur Hofanlage gehören weitere Nebengebäude.
Die in dieser Region eher selteneren Vierständerhäuser sind eine Weiterentwicklung des Zweiständerhauses mit vier Ständerreihen in Längsrichtung.
Die Landesdenkmalpflege befand: „...geschichtliche Bedeutung ... als beispielhaftes Fachwerkhallenhaus aus der 1. Hälfte des 19. Jhs. ...“.